# Anghel Iordănescu
Anghel Iordănescu (Bucarest, 4 maggio 1950) è un allenatore di calcio, dirigente sportivo, politico ed ex calciatore rumeno, di ruolo attaccante.
Economista di formazione, si è laureato all'Accademia degli studi economici di Bucarest.
Nel corso di ventitré anni, è stato tre volte allenatore della nazionale rumena, portandola ai quarti di finale del campionato del mondo 1994 (il miglior risultato della storia). Inoltre, ha preso parte con essa al campionato d'Europa 1996 (girone), al campionato del mondo 1998 (ottavi di finale) a al campionato d'Europa 2016 (girone). Nella seconda metà degli anni '80, con la Steaua Bucarest, club dove ha trascorso quasi tutta la sua carriera calcistica, ha vinto quattro titoli di campione rumeno, la Supercoppa europea ed è arrivato in finale nella Coppa dei Campioni. Durante le pause di lavoro con la nazionale rumena, ha guidato con successo squadre di club dei paesi del Golfo Persico e, per un breve periodo, la nazionale greca.
Nella classifica IFFHS del miglior allenatore di calcio del mondo negli anni 1996-2010, si è classificato 46esimo, ex aequo con il suo connazionale Mircea Lucescu e insieme a quest'ultimo, a Stefan Covaci, e a Emerich Jenei è uno degli allenatori rumeni più vincenti di tutti i tempi. È stato inserito anche nella classifica degli allenatori del primo decennio del XXI secolo ed è spesso presentato come il miglior allenatore di calcio rumeno del XX secolo.
Nel 2004 entrò in politica tra le file del Partito Social Democratico, diventando senatore nel 2008.

## Carriera

### Giocatore
Iordănescu è stato un brillante centravanti, dotato di buona tecnica. In Romania vestì solo la maglia della Steaua Bucarest, dopo essere entrato nelle giovanili nel 1962, all'età di 12 anni. Sei anni dopo fece la prima apparizione in campo con la prima squadra, mentre è datata 1971 la sua prima presenza con la Romania. Tra il 1968 e il 1982 mise a segno 155 gol con la Steaua, il che lo rende il miglior realizzatore nella storia della squadra di Bucarest.
Con la Steaua Iordănescu vinse due campionati rumeni (1976 e 1978) e cinque Coppe di Romania (1969, 1970, 1971, 1976, e 1979). Nella stagione 1981-1982 fu il capocannoniere della prima divisione (la Divizia A).
Nel 1982 Iordănescu lasciò la Romania per giocare nell'OFI Creta, in Grecia: fece ritorno solo due anni dopo, diventando vice-allenatore della Steaua, la squadra in cui aveva giocato. Con in panchina come primo allenatore Emerich Jenei, Iordănescu vinse il campionato 1985 e la Coppa dei Campioni 1985-1986, scendendo tra l'altro in campo da sostituto nella finale con il Barcellona.

### Allenatore
Emerich Jenei venne nominato CT della Romania nell'estate del 1986, così Iordănescu divenne l'allenatore della Steaua. Condusse la squadra a tre titoli nazionali (1986-1987, 1987-1988 e 1988-1989) e a tre Coppe di Romania negli stessi anni. A livello internazionale, la Steaua raggiunse con Iordănescu la semifinale della Coppa dei Campioni 1987-1988 e la finale della Coppa dei Campioni 1988-1989.
Nel 1990 Iordănescu lasciò la Steaua per la seconda volta, firmando un contratto per i ciprioti dell'Anorthōsis. Rescisso il contratto nel 1992, tornò alla Steaua per guidare la compagine della capitale rumena fino ai quarti di finale della Coppa delle Coppe 1992-1993 e ad un nuovo titolo nazionale.
Nell'estate del 1993 gli venne chiesto di sostituire Cornel Dinu come CT della nazionale rumena. Iordănescu portò così la squadra a qualificarsi al campionato del mondo 1994, rassegna nella quale la squadra raggiunse i quarti di finale, migliore risultato di sempre del calcio rumeno. Continuò come selezionatore della Romania anche dopo il Mondiale del 1994, conducendo la nazionale a qualificarsi al campionato d'Europa 1996 e al campionato del mondo 1998. Dopo la sconfitta con la Croazia agli ottavi di finale del campionato del mondo 1998, Iordănescu si dimise.
Nel 1998 assunse il ruolo di CT della nazionale greca, incarico dal quale venne esonerato nel 1999 dopo la mancata qualificazione al campionato d'Europa 2000.
Nel 2000 venne messo sotto contratto dalla squadra saudita dell'Al-Hilal, condotta a vincere nello stesso anno la AFC Champions League, e la Coppa del Principe. Lasciò il club dopo un anno per accasarsi alla Rapid Bucarest, da cui venne esonerato poche settimane dopo aver ricevuto l'incarico, cosicché firmò per l'Al Ain, squadra degli Emirati Arabi Uniti.
La Romania fallì la qualificazione al campionato del mondo 2002 e Iordănescu venne chiamato a sostituire l'allora CT Gheorghe Hagi, diventando così selezionatore della nazionale del suo paese per la seconda volta. Il principale obiettivo, qualificarsi al campionato d'Europa 2004, venne mancato anche questa volta. La federcalcio rumena gli rinnovò la fiducia anche per le qualificazioni al campionato del mondo 2006. Dopo un'altra prestazione negativa contro l'Armenia, Iordănescu venne definitivamente esonerato.
Dopo il secondo mandato sulla panchina della Romania, tornò in Arabia Saudita, firmando per l'Al-Ittihad e guidando la squadra di Gedda alla sua seconda vittoria in AFC Champions League in due anni, nel 2005. Dopo solo un anno venne, tuttavia, esonerato. All'inizio della stagione 2006-2007, Iordănescu tornò a guidare l'Al-Ain, incarico mantenuto per un'annata, prima di annunciare il ritiro dall'attività di allenatore.
Dopo una breve esperienza in politica, nell'ottobre 2014, forte del suo legame con la nazionale romena, accettò nuovamente l'incarico di CT della Romania e centrò la qualificazione al campionato d'Europa 2016. Dopo la fallimentare campagna in Francia (due sconfitte e un pareggio con eliminazione al primo turno), il 27 giugno 2016 si dimise.

## Carriera politica
Nel 2004 decise di entrare in politica con l'intenzione di «portare allegria ai cittadini». Nell'estate del 2004 fu eletto come consigliere nel distretto di Ilfov per il Partito Social Democratico (PSD) e, nello stesso anno, diede le dimissioni per candidarsi come senatore alle elezioni parlamentari in Romania del 2004. Non riuscì, tuttavia, ad ottenere il seggio. Nel febbraio del 2008 il senatore Teodor Filipescu lasciò il proprio incarico per motivi di salute e fu sostituito proprio da Iordănescu, che era arrivato secondo nelle liste del PSD.
Nel 2008 lanciò la propria candidatura alla presidenza del Consiglio del distretto di ilfov, ma alle elezioni amministrative fu sconfitto dall'esponente del Partito Democratico Liberale (PD-L) Cristache Rădulescu. Fu in ogni caso rieletto senatore in occasione delle elezioni parlamentari del novembre 2008.
Nel corso della legislatura si avvicinò a Gabriel Oprea, rompendo i propri rapporti con il PSD e avvicinandosi alla formazione fondata da quest'ultimo, l'Unione Nazionale per il Progresso della Romania (UNPR). In occasione delle elezioni presidenziali in Romania del 2009, infatti, sostenne apertamente la candidatura di Traian Băsescu (PD-L), che era avversata dal PSD. Lasciò la politica nel 2012 al termine della legislatura.

## Vita privata
Iordănescu ha quattro figli (e cinque nipoti): l'ex calciatore e allenatore di calcio Edward (nato nel 1978), il teologo e uomo d'affari Andrei (nato nel 1993), il calciatore Alexandru (nato nel 1994) e la conduttrice televisiva Maria (nata nel 1997). Valeria, la loro madre e moglie di Iordănescu, appare raramente in pubblico.
Nel maggio 2022, Maria Iordănescu ha celebrato un matrimonio in chiesa nel villaggio di Corbeanca, che, per la sua natura sontuosa, la presenza di celebrità e l'elevata attività sui social media di Maria, ha attirato l'attenzione dei media rumeni.
Anche Edward ha suscitato l'interesse del pubblico, soprattutto da quando è diventato l'allenatore della nazionale rumena nel gennaio 2022. Questa è la seconda volta – dopo Mircea (1981–86) e Răzvan Lucescu (2009–11) – che questa posizione è ricoperta sia da padre che da figlio. La nazionale guidata da Edward e in campo da Ianis Hagi, figlio di Gheorghe, che era tra i giocatori della squadra di Anghel Iordănescu, ha vinto il turno di qualificazione a Euro 2024. Nella penultima partita contro Israele, Ianis segnò il gol che porto alla vittoria (e alla promozione); ciò è avvenuto quasi trent'anni esatti dopo che suo padre aveva segnato un gol nella partita che sancì la promozione a USA 1994 contro il Belgio.

## Statistiche

### Giocatore

#### Cronologia presenze e reti in nazionale
| Cronologia completa delle presenze e delle reti in nazionale ― Romania | Cronologia completa delle presenze e delle reti in nazionale ― Romania | Cronologia completa delle presenze e delle reti in nazionale ― Romania | Cronologia completa delle presenze e delle reti in nazionale ― Romania | Cronologia completa delle presenze e delle reti in nazionale ― Romania | Cronologia completa delle presenze e delle reti in nazionale ― Romania | Cronologia completa delle presenze e delle reti in nazionale ― Romania | Cronologia completa delle presenze e delle reti in nazionale ― Romania |
| Data                                                                   | Città                                                                  | In casa                                                                | Risultato                                                              | Ospiti                                                                 | Competizione                                                           | Reti                                                                   | Note                                                                   |
| ---------------------------------------------------------------------- | ---------------------------------------------------------------------- | ---------------------------------------------------------------------- | ---------------------------------------------------------------------- | ---------------------------------------------------------------------- | ---------------------------------------------------------------------- | ---------------------------------------------------------------------- | ---------------------------------------------------------------------- |
| 22-9-1971                                                              | Helsinki                                                               | Finlandia                                                              | 0 – 4                                                                  | Romania                                                                | Qual. Euro 1972                                                        | 1                                                                      | 46’                                                                    |
| 14-11-1971                                                             | Bucarest                                                               | Romania                                                                | 2 – 1                                                                  | Cecoslovacchia                                                         | Qual. Euro 1972                                                        | -                                                                      |                                                                        |
| 24-11-1971                                                             | Cardiff                                                                | Romania                                                                | 2 – 0                                                                  | Galles                                                                 | Qual. Euro 1972                                                        | -                                                                      |                                                                        |
| 8-4-1972                                                               | Bucarest                                                               | Romania                                                                | 2 – 0                                                                  | Francia                                                                | Amichevole                                                             | 1                                                                      |                                                                        |
| 29-4-1972                                                              | Budapest                                                               | Ungheria                                                               | 1 – 1                                                                  | Romania                                                                | Qual. Euro 1972                                                        | -                                                                      |                                                                        |
| 14-5-1972                                                              | Budapest                                                               | Romania                                                                | 2 – 2                                                                  | Ungheria                                                               | Qual. Euro 1972                                                        | -                                                                      | 66’                                                                    |
| 17-6-1972                                                              | Bucarest                                                               | Romania                                                                | 3 – 3                                                                  | Italia                                                                 | Amichevole                                                             | -                                                                      | 46’                                                                    |
| 20-9-1972                                                              | Helsinki                                                               | Finlandia                                                              | 1 – 1                                                                  | Romania                                                                | Qual. Mondiali 1974                                                    | -                                                                      | 46’                                                                    |
| 29-10-1972                                                             | Bucarest                                                               | Romania                                                                | 2 – 0                                                                  | Albania                                                                | Qual. Mondiali 1974                                                    | -                                                                      | 69’                                                                    |
| 6-5-1973                                                               | Bucarest                                                               | Albania                                                                | 1 – 4                                                                  | Romania                                                                | Qual. Mondiali 1974                                                    | -                                                                      |                                                                        |
| 26-9-1973                                                              | Lipsia                                                                 | Germania Est                                                           | 2 – 0                                                                  | Romania                                                                | Qual. Mondiali 1974                                                    | -                                                                      |                                                                        |
| 23-3-1974                                                              | Parigi                                                                 | Francia                                                                | 1 – 0                                                                  | Romania                                                                | Amichevole                                                             | -                                                                      |                                                                        |
| 17-4-1974                                                              | San Paolo                                                              | Brasile                                                                | 2 – 0                                                                  | Romania                                                                | Amichevole                                                             | -                                                                      | 72’                                                                    |
| 22-4-1974                                                              | Buenos Aires                                                           | Argentina                                                              | 2 – 1                                                                  | Romania                                                                | Amichevole                                                             | -                                                                      | 77’                                                                    |
| 29-5-1974                                                              | Bucarest                                                               | Romania                                                                | 1 – 1                                                                  | Grecia                                                                 | Coppa dei Balcani 1973-1976 - Semifinale                               | 2                                                                      |                                                                        |
| 5-6-1974                                                               | Rotterdam                                                              | Paesi Bassi                                                            | 0 – 0                                                                  | Romania                                                                | Amichevole                                                             | -                                                                      |                                                                        |
| 25-9-1974                                                              | Sofia                                                                  | Bulgaria                                                               | 2 – 0                                                                  | Romania                                                                | Amichevole                                                             | -                                                                      | 72’                                                                    |
| 13-10-1974                                                             | Copenaghen                                                             | Danimarca                                                              | 0 – 0                                                                  | Romania                                                                | Qual. Euro 1976                                                        | -                                                                      |                                                                        |
| 19-3-1975                                                              | Istanbul                                                               | Turchia                                                                | 1 – 1                                                                  | Romania                                                                | Amichevole                                                             | -                                                                      | 46’                                                                    |
| 17-4-1975                                                              | Madrid                                                                 | Spagna                                                                 | 1 – 1                                                                  | Romania                                                                | Qual. Euro 1976                                                        | -                                                                      | 42’                                                                    |
| 24-9-1975                                                              | Salonicco                                                              | Grecia                                                                 | 1 – 1                                                                  | Romania                                                                | Coppa dei Balcani 1973-1976 - Semifinale                               | -                                                                      |                                                                        |
| 12-10-1975                                                             | Bucarest                                                               | Romania                                                                | 2 – 2                                                                  | Turchia                                                                | Amichevole                                                             | 1                                                                      |                                                                        |
| 16-11-1975                                                             | Bucarest                                                               | Romania                                                                | 2 – 2                                                                  | Spagna                                                                 | Qual. Euro 1976                                                        | 1                                                                      | 46’                                                                    |
| 29-11-1975                                                             | Bucarest                                                               | Romania                                                                | 2 – 2                                                                  | Unione Sovietica                                                       | Amichevole                                                             | -                                                                      |                                                                        |
| 17-12-1975                                                             | Glasgow                                                                | Scozia                                                                 | 1 – 1                                                                  | Romania                                                                | Qual. Euro 1976                                                        | -                                                                      | 33’                                                                    |
| 5-6-1976                                                               | Milano                                                                 | Italia                                                                 | 4 – 2                                                                  | Romania                                                                | Amichevole                                                             | -                                                                      | cap.                                                                   |
| 22-9-1976                                                              | Bucarest                                                               | Romania                                                                | 1 – 1                                                                  | Cecoslovacchia                                                         | Amichevole                                                             | -                                                                      |                                                                        |
| 6-10-1976                                                              | Praga                                                                  | Cecoslovacchia                                                         | 3 – 2                                                                  | Romania                                                                | Amichevole                                                             | -                                                                      |                                                                        |
| 28-11-1976                                                             | Salonicco                                                              | Romania                                                                | 3 – 2                                                                  | Bulgaria                                                               | Coppa dei Balcani 1973-1976 - Finale                                   | -                                                                      |                                                                        |
| 23-3-1977                                                              | Bucarest                                                               | Romania                                                                | 4 – 0                                                                  | Turchia                                                                | Coppa dei Balcani 1977-1980 - 1º turno                                 | 1                                                                      |                                                                        |
| 16-4-1977                                                              | Bucarest                                                               | Romania                                                                | 1 – 0                                                                  | Spagna                                                                 | Amichevole                                                             | -                                                                      |                                                                        |
| 8-5-1977                                                               | Zagabria                                                               | Jugoslavia                                                             | 0 – 2                                                                  | Romania                                                                | Qual. Mondiali 1978                                                    | 1                                                                      |                                                                        |
| 5-8-1977                                                               | Teheran                                                                | Iran                                                                   | 0 – 0                                                                  | Romania                                                                | Amichevole                                                             | -                                                                      |                                                                        |
| 14-8-1977                                                              | Rabat                                                                  | Cecoslovacchia                                                         | 1 – 3                                                                  | Romania                                                                | Coupe Mohamed V 1977                                                   | 1                                                                      |                                                                        |
| 26-10-1977                                                             | Madrid                                                                 | Spagna                                                                 | 2 – 0                                                                  | Romania                                                                | Qual. Mondiali 1978                                                    | -                                                                      | 86’                                                                    |
| 13-11-1977                                                             | Bucarest                                                               | Romania                                                                | 4 – 6                                                                  | Jugoslavia                                                             | Qual. Mondiali 1978                                                    | 1                                                                      |                                                                        |
| 5-4-1978                                                               | Buenos Aires                                                           | Argentina                                                              | 2 – 0                                                                  | Romania                                                                | Amichevole                                                             | -                                                                      | 46’                                                                    |
| 3-5-1978                                                               | Bucarest                                                               | Romania                                                                | 2 – 0                                                                  | Bulgaria                                                               | Coppa dei Balcani 1977-1980 - 1º turno                                 | 1                                                                      |                                                                        |
| 14-5-1978                                                              | Bucarest                                                               | Romania                                                                | 0 – 1                                                                  | Unione Sovietica                                                       | Amichevole                                                             | -                                                                      | cap.                                                                   |
| 31-5-1978                                                              | Sofia                                                                  | Bulgaria                                                               | 1 – 1                                                                  | Romania                                                                | Coppa dei Balcani 1977-1980 - 1º turno                                 | 1                                                                      | cap.                                                                   |
| 11-10-1978                                                             | Bucarest                                                               | Romania                                                                | 1 – 0                                                                  | Polonia                                                                | Amichevole                                                             | 1                                                                      | cap.                                                                   |
| 25-10-1978                                                             | Bucarest                                                               | Romania                                                                | 3 – 2                                                                  | Jugoslavia                                                             | Qual. Euro 1980                                                        | 1                                                                      | cap.                                                                   |
| 15-11-1978                                                             | Valencia                                                               | Spagna                                                                 | 1 – 0                                                                  | Romania                                                                | Qual. Euro 1980                                                        | -                                                                      | cap.                                                                   |
| 13-12-1978                                                             | Atene                                                                  | Grecia                                                                 | 1 – 1                                                                  | Romania                                                                | Amichevole                                                             | -                                                                      | 65’                                                                    |
| 19-12-1978                                                             | Tel Aviv                                                               | Israele                                                                | 1 – 2                                                                  | Romania                                                                | Amichevole                                                             | -                                                                      | cap.                                                                   |
| 29-8-1979                                                              | Varsavia                                                               | Polonia                                                                | 3 – 0                                                                  | Romania                                                                | Amichevole                                                             | -                                                                      | cap.                                                                   |
| 27-8-1980                                                              | Belgrado                                                               | Romania                                                                | 4 – 1                                                                  | Jugoslavia                                                             | Coppa dei Balcani 1977-1980 - Finale                                   | 3                                                                      |                                                                        |
| 10-9-1980                                                              | Varna                                                                  | Bulgaria                                                               | 1 – 2                                                                  | Romania                                                                | Amichevole                                                             | 1                                                                      |                                                                        |
| 24-9-1980                                                              | Oslo                                                                   | Norvegia                                                               | 1 – 1                                                                  | Romania                                                                | Qual. Mondiali 1982                                                    | 1                                                                      |                                                                        |
| 15-10-1980                                                             | Bucarest                                                               | Romania                                                                | 2 – 1                                                                  | Inghilterra                                                            | Qual. Mondiali 1982                                                    | 1                                                                      |                                                                        |
| 25-3-1981                                                              | Bucarest                                                               | Romania                                                                | 2 – 0                                                                  | Polonia                                                                | Amichevole                                                             | 1                                                                      | 63’                                                                    |
| 8-4-1981                                                               | Tel Aviv                                                               | Israele                                                                | 2 – 1                                                                  | Romania                                                                | Amichevole                                                             | -                                                                      | cap.                                                                   |
| 15-4-1981                                                              | Copenaghen                                                             | Danimarca                                                              | 2 – 1                                                                  | Romania                                                                | Amichevole                                                             | -                                                                      |                                                                        |
| 29-4-1981                                                              | Londra                                                                 | Inghilterra                                                            | 0 – 0                                                                  | Romania                                                                | Qual. Mondiali 1982                                                    | -                                                                      |                                                                        |
| 13-5-1981                                                              | Budapest                                                               | Ungheria                                                               | 1 – 0                                                                  | Romania                                                                | Qual. Mondiali 1982                                                    | -                                                                      | 69’                                                                    |
| 23-9-1981                                                              | Bucarest                                                               | Romania                                                                | 0 – 0                                                                  | Ungheria                                                               | Qual. Mondiali 1982                                                    | -                                                                      |                                                                        |
| 10-10-1981                                                             | Bucarest                                                               | Romania                                                                | 1 – 2                                                                  | Svizzera                                                               | Qual. Mondiali 1982                                                    | -                                                                      |                                                                        |
| Totale                                                                 |                                                                        | Presenze                                                               | 57                                                                     |                                                                        | Reti (7º posto)                                                        | 21                                                                     |                                                                        |

### Allenatore

#### Club
In grassetto le competizioni vinte. Dati parziali.
| Stagione               | Squadra                | Campionato             | Campionato | Campionato | Campionato | Campionato | Coppe nazionali | Coppe nazionali | Coppe nazionali | Coppe nazionali | Coppe nazionali | Coppe continentali | Coppe continentali | Coppe continentali | Coppe continentali | Coppe continentali | Altre coppe | Altre coppe | Altre coppe | Altre coppe | Altre coppe | Totale | Totale | Totale | Totale | % Vittorie | Piazzamento |
| Stagione               | Squadra                | Comp                   | G          | V          | N          | P          | Comp            | G               | V               | N               | P               | Comp               | G                  | V                  | N                  | P                  | Comp        | G           | V           | N           | P           | G      | V      | N      | P      | %          | Piazzamento |
| ---------------------- | ---------------------- | ---------------------- | ---------- | ---------- | ---------- | ---------- | --------------- | --------------- | --------------- | --------------- | --------------- | ------------------ | ------------------ | ------------------ | ------------------ | ------------------ | ----------- | ----------- | ----------- | ----------- | ----------- | ------ | ------ | ------ | ------ | ---------- | ----------- |
| ott. 1986-1987         | Steaua Bucarest        | DA                     | 26         | 18         | 8          | 0          | CR              | 5               | 5               | 0               | 0               | CC                 | 2                  | 1                  | 0                  | 1                  | SU+CI       | 1+1         | 1+0         | 0+0         | 0+1         | 43     | 32     | 9      | 2      | 74,42      | 1º          |
| 1987-1988              | Steaua Bucarest        | DA                     | 34         | 30         | 4          | 0          | CR              | 5               | 5               | 0               | 0               | CC                 | 8                  | 4                  | 1                  | 3                  | -           | -           | -           | -           | -           | 47     | 39     | 5      | 3      | 82,98      | 1º          |
| 1988-1989              | Steaua Bucarest        | DA                     | 34         | 31         | 3          | 0          | CR              | 5               | 5               | 0               | 0               | CC                 | 9                  | 5                  | 2                  | 2                  | -           | -           | -           | -           | -           | 48     | 41     | 5      | 2      | 85,42      | 1º          |
| 1989-1990              | Steaua Bucarest        | DA                     | 34         | 26         | 4          | 4          | CR              | 4               | 3               | 0               | 1               | CC                 | 4                  | 3                  | 0                  | 1                  | -           | -           | -           | -           | -           | 42     | 32     | 4      | 6      | 76,19      | 2º          |
| 1990-1991              | Anorthōsis             | AK                     | 26         | 18         | 5          | 3          | KK              | 2               | 1               | 0               | 1               | -                  | -                  | -                  | -                  | -                  | -           | -           | -           | -           | -           | 28     | 19     | 5      | 4      | 67,86      | 2º          |
| 1991-1992              | Anorthōsis             | AK                     | 26         | 18         | 4          | 4          | KK              | 8               | 5               | 1               | 2               | CU                 | 2                  | 1                  | 0                  | 1                  | -           | -           | -           | -           | -           | 36     | 24     | 5      | 7      | 66,67      | 2º          |
| Totale Anorthosis      | Totale Anorthosis      | Totale Anorthosis      | 52         | 36         | 9          | 7          |                 | 10              | 6               | 1               | 3               |                    | 2                  | 1                  | 0                  | 1                  |             | -           | -           | -           | -           | 64     | 43     | 10     | 11     | 67,19      |             |
| ago. 1992-1993         | Steaua Bucarest        | DA                     | 34         | 25         | 7          | 2          | CR              | 4               | 2               | 1               | 1               | CdC                | 6                  | 2                  | 3                  | 1                  | -           | -           | -           | -           | -           | 44     | 29     | 11     | 4      | 65,91      | 1º          |
| Totale Steaua Bucarest | Totale Steaua Bucarest | Totale Steaua Bucarest | 162        | 130        | 26         | 6          |                 | 23              | 20              | 1               | 2               |                    | 29                 | 15                 | 6                  | 8                  |             | 2           | 1           | 0           | 1           | 216    | 166    | 33     | 17     | 76,85      |             |
| apr.-giu. 1999         | Al-Hilal               | SLP                    | 2          | 1          | 0          | 1          | CCPS            | 3               | 2               | 0               | 1               | -                  | -                  | -                  | -                  | -                  | -           | -           | -           | -           | -           | 5      | 3      | 0      | 2      | 60,00      | Semif.      |
| 1999-2000              | Al-Hilal               | SLP                    | 22         | 11         | 6          | 5          | CCPS+CLS        | 4+6             | 4+3             | 0+3             | 0+0             | CAC                | 7                  | 5                  | 2                  | 0                  | -           | -           | -           | -           | -           | 39     | 23     | 11     | 5      | 58,97      | 5º          |
| Totale Al-Hilal        | Totale Al-Hilal        | Totale Al-Hilal        | 24         | 12         | 6          | 6          |                 | 13              | 9               | 3               | 1               |                    | 7                  | 5                  | 2                  | 0                  |             | -           | -           | -           | -           | 44     | 26     | 11     | 7      | 59,09      |             |
| lug.-set. 2000         | Rapid Bucarest         | DA                     | 7          | 2          | 2          | 3          | CR              | 1               | 1               | 0               | 0               | CU                 | 4                  | 1                  | 2                  | 1                  | -           | -           | -           | -           | -           | 12     | 4      | 4      | 4      | 33,33      | Eson.       |
| mar.-giu. 2001         | Al-Ain                 | UAE                    | 1          | 1          | 0          | 0          | CEA             | 9               | 8               | 0               | 1               | -                  | -                  | -                  | -                  | -                  | -           | -           | -           | -           | -           | 10     | 9      | 0      | 1      | 90,00      | Sub. 4°     |
| 2001-gen. 2002         | Al-Ain                 | UAE                    | 6          | 4          | 1          | 1          | EFC             | 10              | 5               | 2               | 3               | CdC                | 2                  | 1                  | 0                  | 1                  | -           | -           | -           | -           | -           | 18     | 10     | 3      | 5      | 55,56      | Dimis.      |
| mar.-giu. 2005         | Al-Ittihad             | SLP                    | 6          | 2          | 1          | 3          | CCPS            | 2               | 0               | 1               | 1               | CCAC               | 14                 | 11                 | 1                  | 2                  | -           | -           | -           | -           | -           | 22     | 13     | 3      | 6      | 59,09      | 3º          |
| 2005-2006              | Al-Ittihad             | SLP                    | 24         | 12         | 9          | 3          | CCPS            | 2               | 1               | 1               | 0               | ACL                | 6                  | 4                  | 2                  | 0                  | Cmc         | 3           | 1           | 0           | 2           | 35     | 18     | 12     | 5      | 51,43      | 3º          |
| Totale Al-Ittihad      | Totale Al-Ittihad      | Totale Al-Ittihad      | 30         | 14         | 10         | 6          |                 | 4               | 1               | 2               | 1               |                    | 20                 | 15                 | 3                  | 2                  |             | 3           | 1           | 0           | 2           | 57     | 31     | 15     | 11     | 54,39      |             |
| set.-nov. 2006         | Al-Ain                 | UAE                    | 7          | 1          | 2          | 4          | CEA+EFC         | 1+1             | 1+1             | 0+0             | 0+0             | ACL                | 2                  | 0                  | 1                  | 1                  | -           | -           | -           | -           | -           | 11     | 3      | 3      | 5      | 27,27      | Eson.       |
| Totale Al-Ain          | Totale Al-Ain          | Totale Al-Ain          | 14         | 6          | 3          | 5          |                 | 21              | 15              | 2               | 4               |                    | 4                  | 1                  | 1                  | 2                  |             | -           | -           | -           | -           | 39     | 22     | 6      | 11     | 56,41      |             |
| Totale carriera        | Totale carriera        | Totale carriera        | 289        | 200        | 56         | 33         |                 | 72              | 52              | 9               | 11              |                    | 66                 | 38                 | 14                 | 14                 |             | 5           | 2           | 0           | 3           | 432    | 292    | 79     | 61     | 67,59      |             |

## Palmarès

### Giocatore

#### Club

##### Competizioni nazionali
- Campionato rumeno: 2

Steaua Bucarest: 1975-1976, 1977-1978
- Coppa di Romania: 5

Steaua Bucarest: 1968-1969, 1969-1970, 1970-1971, 1975-1976, 1978-1979

##### Competizioni internazionali
- Coppa dei Campioni: 1

Steaua Bucarest: 1985-1986

#### Nazionale
- Coppa dei Balcani per nazioni: 1

1980

#### Individuale
- Capocannoniere del campionato rumeno: 1

1981-1982 (20 gol)

### Allenatore

#### Competizioni nazionali
- Campionato rumeno: 4

Steaua Bucarest: 1986-1987, 1987-1988, 1988-1989, 1992-1993
- Coppa di Romania: 3

Steaua Bucarest: 1986-1987, 1987-1988, 1988-1989
- Coppa della Corona del Principe saudita: 1

Al-Hilal: 1999-2000
- Coppa di Lega saudita: 1

Al-Hilal: 1999-2000
- Coppa degli Emirati Arabi Uniti: 1

Al-Ain: 2001

#### Competizioni internazionali
- Supercoppa UEFA: 1

Steaua Bucarest: 1986
- AFC Champions League: 2

Al-Hilal: 2000
Al-Ittihad: 2005
- Champions League araba: 1

Al-Ittihad: 2004-2005